# Kreisfreie Stadt
Eine kreisfreie Stadt (in Baden-Württemberg als Stadtkreis bezeichnet) ist eine kommunale Gebietskörperschaft. Sie erledigt neben dem eigenen und übertragenen Wirkungskreis einer Gemeinde und eines Landkreises auch die Aufgaben der unteren staatlichen Verwaltungsbehörde namens des Staates in eigener Zuständigkeit. Einfach ausgedrückt gehört eine kreisfreie Stadt keinem Landkreis an, sondern erfüllt dessen Aufgaben gleich selbst. Das Gegenteil ist die kreisangehörige Gemeinde.
Im Bereich der allgemeinen und inneren Verwaltung ist das Stadtgebiet einer kreisfreien Stadt in Deutschland damit staatsfrei (Vollkommunalisierung). Der Oberbürgermeister einer kreisfreien Stadt steht mindestens auf gleicher Hierarchiestufe wie ein Landrat. Städte mit vergleichbarem Status gibt es auch in vielen anderen Ländern.
In der Regel handelt es sich dabei um Großstädte – also Städte mit mehr als 100.000 Einwohnern – oder größere Mittelstädte. Allerdings gibt es in Baden-Württemberg, Niedersachsen und Nordrhein-Westfalen auch Großstädte, die nicht kreisfrei sind, und im Gegensatz dazu in Baden-Württemberg, Bayern, Niedersachsen, Rheinland-Pfalz und Thüringen kreisfreie Städte, die weniger als 60.000 Einwohner haben. Vereinzelt trifft man auch den Sonderfall an, dass kreisangehörige Gemeinden „nur“ einen Teil der Aufgaben eines Landkreises übernehmen (zum Beispiel die Großen Kreisstädte). Die kleinste kreisfreie Stadt in Deutschland ist Zweibrücken in Rheinland-Pfalz mit etwa 34.600 Einwohnern (Ende 2023), die größte die bayerische Landeshauptstadt München mit mehr als 1,5 Millionen Einwohnern (Ende 2023). In den drei Stadtstaaten Berlin, Hamburg und Bremen ist der Begriff kreisfreie Stadt unüblich, da es keine Kreise gibt. Die Länder Berlin und Hamburg sind Einheitsgemeinden, in denen Gemeinde und Land rechtlich identisch sind, während das Land Bremen aus den beiden Stadtgemeinden Bremen und Bremerhaven besteht. In statistischen Übersichten werden die bremischen Stadtgemeinden und die Städte Hamburg und Berlin häufig mit kreisfreien Städten auf eine Stufe gestellt, so dass in solchen Fällen Berlin und Hamburg als größte kreisfreie Städte erscheinen.
In Preußen wurden bis zur Städteordnung von 1808 Städte, die keinen Rat aufgrund einer Ratsverfassung hatten, sondern dem Landesherrn unmittelbar unterstellt waren, der insoweit auch Stadtherr war, Immediatstädte genannt.
In Deutschland gibt es 106 kreisfreie Städte. Zusammen mit den 294 Landkreisen bilden sie die insgesamt 400 Gebietskörperschaften auf Kreisebene.

## Deutschland

Landkreise in Deutschland. Kreisfreie Städte gelb markiert.

Politische Gliederung Deutschlands in Länder, Regierungsbezirke, (Land-)Kreise und kreisfreie Städte

In der Bundesrepublik Deutschland wurden anfangs nur zwei kreisfreie Städte neu errichtet: Wolfsburg am 1. Oktober 1951 und Leverkusen am 1. April 1955. Dagegen ließ sich der Stadtkreis Konstanz am 1. Oktober 1953 freiwillig in den gleichnamigen Landkreis eingliedern. Im Zuge der Gebietsreformen der 1970er Jahre wurden viele kreisfreie Städte entweder in die benachbarten Landkreise eingegliedert, zum Beispiel Cuxhaven, Freising, Fulda, Gladbeck, Hildesheim, Neu-Ulm, Siegen und Witten, oder aber mit einer Nachbarstadt vereinigt, zum Beispiel Rheydt, Wanne-Eickel und Wattenscheid. Im Saarland erprobte man einen neuen Weg. So wurde am 1. Januar 1974 die Landeshauptstadt Saarbrücken in einen neuen Umlandverband eingegliedert, in dem auch der bisherige Landkreis Saarbrücken aufging. Dies war die Geburtsstunde des Stadtverbandes Saarbrücken, des ersten neuartigen Kommunalverbandes besonderer Art in Deutschland. Am 1. Januar 2008 wurde dieser Stadtverband in Regionalverband Saarbrücken umbenannt.
In Niedersachsen ging man einen etwas anderen Weg als im Saarland: Die Landeshauptstadt Hannover wurde am 1. November 2001 in die neu geschaffene Region Hannover eingegliedert, behielt aber großenteils ihren Rechtsstatus als kreisfreie Stadt. Auf sie finden gem. § 15, Abs. 2 des Niedersächsischen Kommunalverfassungsgesetzes die für kreisfreie Städte geltenden Vorschriften Anwendung, soweit durch Rechtsvorschrift nichts anderes bestimmt ist. Somit ist die Region Hannover der zweite Kommunalverband besonderer Art in Deutschland. Auch sie ist – wie der Regionalverband Saarbrücken – Mitglied im Deutschen Landkreistag.
In Nordrhein-Westfalen wird ebenfalls ein Regionsmodell exemplarisch erprobt. So wurde am 21. Oktober 2009 die Städteregion Aachen als dritter Kommunalverband besonderer Art in Deutschland als Rechtsnachfolger des Kreises Aachen gebildet. Ihr gehört auch die Stadt Aachen an, die nach Maßgabe des Aachen-Gesetzes von 2008 weiterhin weitgehend die Rechtsstellung einer kreisfreien Stadt besitzt, jedoch in Kreisstatistiken aus systematischen Gründen oft nicht mehr als eine solche geführt wird.
Nach der Wiedervereinigung Deutschlands gab es in den östlichen Ländern Pläne für Gemeinde- und Kreisneugliederungen. Während in Brandenburg die Städte Eisenhüttenstadt und Schwedt/Oder am 6. Dezember 1993 in die sie umgebenden neuen Landkreise eingegliedert wurden, ging man in Sachsen und Thüringen den umgekehrten Weg und entließ zwei Städte aus dem Landkreis, dem sie bisher angehörten: Hoyerswerda wurde zum 1. Januar 1996, Eisenach zum 1. Januar 1998 kreisfrei, wobei Eisenach seit 1. Juli 2021 wieder zum Wartburgkreis gehört. Die Städte Görlitz, Hoyerswerda, Plauen und Zwickau verloren allerdings am 1. August 2008 anlässlich der Kreisreform in Sachsen ihre Kreisfreiheit. Das Land Mecklenburg-Vorpommern hat im September 2011 alle kreisfreien Städte außer Rostock und Schwerin in die sie umgebenden neuen Kreise eingegliedert.

### Historische Übersicht
Die historische Übersicht weist die Bezeichnung für die kreisfreien Städte in den Ländern des Deutschen Reiches im Jahr 1938 aus.
| Land             | Bezeichnung               | Anmerkungen |
| ---------------- | ------------------------- | --- |
| Anhalt           | Stadtkreis                | |
| Baden            | –                         | Die sieben Stadtkreise gehörten zu den gleichnamigen Amtsbezirken, Baden-Baden zum Amtsbezirk Rastatt. Sie waren nicht kreisfrei.                                                                                        |
| Bayern           | Kreisunmittelbare Stadt   | Die Bezeichnung bedeutet regierungsbezirks-unmittelbare Stadt, also direkt dem Regierungsbezirk unterstellt. Nur die kreisunmittelbaren Städte mit mehr als 20.000 Einwohnern und die Stadt Rosenheim waren Stadtkreise. |
| Braunschweig     | –                         | Die Stadt Braunschweig bildete einen Stadtkreis, der zum Kreis Braunschweig gehörte. Am 1. April 1925 schied die Stadt Braunschweig aus dem Kreis Braunschweig aus.                                                      |
| Bremen           | Stadt                     | |
| Hamburg          | Stadt                     | |
| Hessen           | Stadtkreis                | |
| Lippe            | –                         | |
| Mecklenburg      | Selbständiger Stadtbezirk | Neubrandenburg war ein selbständiger Stadtbezirk, aber kein Stadtkreis. |
| Oldenburg        | Stadt                     | |
| Preußen          | Stadtkreis                | Der Oberbegriff für alle Stadt- und Landkreise ist Kreis. |
| Saarland         | Stadtkreis                | Der Oberbegriff für alle Stadt- und Landkreise ist Kreis. |
| Sachsen          | Bezirksfreie Stadt        | |
| Schaumburg-Lippe | –                         | |
| Thüringen        | Stadtkreis                | Zella-Mehlis war eine kreisfreie Stadt, aber kein Stadtkreis. |
| Württemberg      | Stadtkreis                | Die Stadt Stuttgart gehörte keinem Oberamt, ab 1934 Kreis, an. Sieben weitere Stadtkreise gehörten zu den gleichnamigen Kreisen, Schwenningen zum Kreis Rottweil. Diese waren nicht kreisfrei.                           |

Mit Wirkung vom 1. Januar 1939 wurde einheitlich für das Deutsche Reich die Bezeichnung Stadtkreis festgelegt. Nur in Mecklenburg blieb es bei der Bezeichnung selbständiger Stadtbezirk.

### Historische Entwicklung

#### Preußen
Bei der 1816 erfolgten Gliederung Preußens in Kreise wurden die Provinzhauptstädte Breslau, Danzig, Köln, Königsberg, Magdeburg, Münster, Posen, Potsdam und Stettin der unmittelbaren Kontrolle der Provinzregierung unterstellt und blieben kreisfrei, nicht jedoch die Provinzhauptstadt Coblenz, die erst 1887 ein eigener Stadtkreis wurde. Aachen, Düsseldorf, Erfurt, Halle, Minden und Trier wurden ebenfalls kreisfrei. Minden verlor seine Kreisfreiheit bereits 1817 wieder, ebenso 1820 auch Düsseldorf und Erfurt, die wieder in die jeweiligen Landkreise eingegliedert wurden.
Nach der Annexion des Königreiches Hannover, des Kurfürstentums Hessen-Kassel, des Herzogtums Nassau und der Freien Stadt Frankfurt im Jahre 1866 wurden die ehemaligen Hauptstädte dieser Staaten, Hannover, Kassel, Wiesbaden und Frankfurt am Main, als Stadtkreise übernommen.
Durch das starke Wachstum der Städte infolge der Industrialisierung wurde die Forderung an die Adresse der preußischen Regierung nach einer Auskreisung der größeren Städte immer lauter. Waren Barmen und Elberfeld, die am 1. Juni 1861 Stadtkreise wurden, noch als Ausnahmefall charakterisiert worden, so musste die Regierung ab 1872 regelmäßig weiteren Auskreisungen zustimmen. Erfurt (1. Januar 1872), Düsseldorf (20. April 1872) und Krefeld (14. Oktober 1872) waren die nächsten Städte, bei denen diese Regelung angewendet wurde. 1873 wurden Görlitz und Stralsund eigene Stadtkreise, 1874 auch Duisburg (am 28. Januar), Elbing und Liegnitz (am 1. Januar). 
Ab 1875 war generell eine Einwohnerzahl von mehr als 30.000 Voraussetzung für die Bildung von Stadtkreisen. In einigen Fällen wie zum Beispiel Hamborn wurde am 1. Mai 1911 aus einer rasant auf mehr als 100.000 Einwohner gewachsenen Gemeinde direkt ein Stadtkreis. Dieser wurde am 1. August 1929 mit Duisburg zum Stadtkreis Duisburg-Hamborn vereinigt.

#### Bayern
In Bayern wurden zunächst alle mediatisierten Freien Reichsstädte kreisunmittelbar, ebenso die früheren Residenzstädte und die Bischofssitze. Daher gab es dort bis 1972 eine besonders große Anzahl kreisunmittelbarer Mittel- und sogar Kleinstädte. Die 1972 eingekreisten Städte verfügen mit der als Ersatz verliehenen Rechtsstellung als Große Kreisstadt weiterhin über einen historisch bedingten Status, der anderen Städten ihrer Größe vielfach nicht zufällt.
Bei den bayerischen Bezeichnungen muss beachtet werden, dass bis Ende 1938 die heutigen Regierungsbezirke als Kreise und die heutigen Landkreise als Bezirke bezeichnet wurden. Zu dieser Systematik gehörte auch der Name „kreisunmittelbare Städte“ für die heutigen kreisfreien Städte.
Völlig unabhängig von den Regierungsbezirken (früher: Kreise) und den Landkreisen (früher: Bezirke) sind die mit den Regierungsbezirken flächengleichen Gebietskörperschaften der Bezirke. Diese Bezirke stehen zu den kreisfreien Städten (kreisunmittelbaren Städten) nicht in einem Über- und Unterordnungsverhältnis, sondern folgen dem Prinzip der Aufgabentrennung.

#### Übrige deutsche Staaten
Das Großherzogtum Oldenburg gewährte außer der Landeshauptstadt Oldenburg (Oldb.) auch den Städten Jever (1855), Varel (1858), Delmenhorst (1903) und Rüstringen (1911), das 1937 mit Wilhelmshaven vereinigt wurde, das Privileg der Kreisfreiheit.
Das Land Thüringen führte bei der staatlichen Neugliederung in den Jahren 1920 bis 1922 das in Preußen übliche System mit Stadt- und Landkreisen ein. Im Freistaat Mecklenburg-Schwerin wurden bei der Gebietsreform am 1. April 1921 38 bisher amtsfreie Städte in Ämter eingegliedert, die verbleibenden 4 amtsfreien Städte wurden zu selbständigen Stadtbezirken, die kreisfreien Städten entsprachen. Im Freistaat Mecklenburg-Strelitz wurden die amtsfreien Städte und 3 weitere bisher zu Ämtern gehörenden Städte bei der Gebietsreform 1919 zu Freien Städten. Nach der Vereinigung der beiden mecklenburgischen Freistaaten Mecklenburg-Schwerin und Mecklenburg-Strelitz im Jahre 1934 wurden die beiden Strelitzer Städte Neubrandenburg und Neustrelitz als Stadtkreise übernommen, die übrigen Strelitzer Städte jedoch dem Landkreis Stargard eingegliedert. Die Selbständigen Stadtbezirke in Mecklenburg-Schwerin wurden zu Stadtkreisen.
Baden, Hessen-Darmstadt und Württemberg kannten bis zur Verwaltungsreform 1938 mit Ausnahme der württembergischen Landeshauptstadt Stuttgart keine Stadtkreise.
Im Freistaat Braunschweig war die Stadt Braunschweig hinsichtlich der kommunalen Stadtverwaltung kein Teil des Kreises Braunschweig, als Teil der Staatsverwaltung jedoch der Kreisdirektion Braunschweig nachgeordnet. In der neuen Städteordnung vom 15. November 1924 mit Inkrafttreten am 1. April 1925 erhielt die Landeshauptstadt Braunschweig den Status einer kreisfreien Stadt und schied aus dem Kreis Braunschweig aus.
Im Fürstentum Lippe wurden die bisherigen Ämter 1879 zu den 5 Verwaltungsämtern Detmold, Lipperode-Cappel, Blomberg, Brake und Schötmar zusammengeschlossen. Die Städte Detmold, Horn, Lage, Blomberg, der Flecken Schwalenberg (1906 erhielt Schwalenberg die Bezeichnung Stadt), Barntrup, Lemgo und Salzuflen waren amtsfrei. Sie gehörten den bisherigen Ämtern nicht an. Ebenso gehörten sie den Verwaltungsämtern nicht an. Im Freistaat Lippe erhielten Schötmar 1921 und Oerlinghausen am 1. April 1926 Amtsfreiheit. Durch das lippische Gemeindeverfassungsgesetz vom 1. Dezember 1927 wurde mit Wirkung zum 1. April 1928 durch Zusammenschluss der Verwaltungsämter Detmold und Lipperode-Cappel das Landratsamt Detmold gebildet. Die anderen Verwaltungsämter wurden zu den Landratsämtern Blomberg, Brake und Schötmar und damit mit Landkreisen vergleichbar. Die Städte Detmold, Horn, Lage, Blomberg, Schwalenberg, Lemgo, Barntrup, Bad Salzuflen, Schötmar und Oerlinghausen blieben amtsfrei. Da sie den Landratsämtern nicht angehörten, entsprachen sie kreisfreien Städten. Mit Wirkung vom 1. April 1932 wurden die Landratsämter Detmold und Blomberg und die bisher amtsfreien Städte Blomberg, Schwalenberg, Lage und Horn zum Kreis Detmold und die Landratsämter Brake und Schötmar und die bisherigen amtsfreien Städte Barntrup und Oerlinghausen zum Kreis Lemgo zusammengeschlossen. Es bestanden bis 1934 die kreisfreien Städte Detmold, Lemgo und Bad Salzuflen, das mit Schötmar 1932 vereinigt wurde. 1933 wurde die Vereinigung zwischen Bad Salzuflen und Schötmar aufgehoben und die Stadt Schötmar wurde dem Kreis Lemgo angeschlossen. Zum 1. April 1934 wurde Detmold in den Kreis Detmold und Lemgo und Bad Salzuflen in den Kreis Lemgo eingegliedert (s. Liste der kreisfreien Städte und Stadtkreise Deutschlands).
In Schaumburg-Lippe waren bei der Einteilung des Landes in die 4 Ämter am 15. Januar 1816 Bückeburg, Arensburg, Stadthagen und Hagenburg die Residenzstadt Bückeburg und Stadthagen als selbständige Stadt den Ämtern Bückeburg und Stadthagen nicht an. Auch bei der Zusammenlegung der Ämter zu den beiden Ämtern Bückeburg-Arensburg und Stadthagen-Hagenburg am 1. Oktober 1879 blieben die beiden Städte Bückeburg und Stadthagen selbständige Städte und gehörten den Ämtern nicht an. Auch bei der Umwandlung der beiden Ämter in die Landratsamtsbezirke Bückeburg-Arensburg und Stadthagen-Hagenburg am 31. Dezember 1884 blieben die beiden Städte Bückeburg und Stadthagen selbständige Städte, die den Landratsamtsbezirken nicht angehörten. Am 25. März 1899 wurden aus den beiden selbständigen Städten Bückeburg und Stadthagen kreisfreie Städte, aus den beiden Landratsamtsbezirke Bückeburg-Arensburg und Stadthagen-Hagenburg wurden die beiden Kreis Bückeburg und Kreis Stadthagen. Zum 1. April 1934 wurden die beide kreisfreien Städte Bückeburg, dem Kreis Bückeburg und Stadthagen dem Kreis Stadthagen eingegliedert (s. Schaumburg-Lippe und Liste der kreisfreien Städte und Stadtkreise Deutschlands).

#### Deutsche Gemeindeordnung von 1935
Die Deutsche Gemeindeordnung von 1935 führte den Begriff „Stadtkreis“ neu ein. In der „Ersten Verordnung zur Durchführung der Deutschen Gemeindeordnung“ vom 23. März 1935 wurden alle Stadtkreise, geordnet nach Ländern, aufgezählt. 1942 gab es hierzu eine Ergänzung. Dabei muss berücksichtigt werden, dass es sich bei diesen Stadtkreisen mit Ausnahme derer im Staat Preußen nicht um Stadtkreise im heutigen Sinne handelte. Sie waren eher zu vergleichen mit „kreisangehörigen Städten mit Sonderstatus“, also etwa Großen Kreisstädten.

#### Deutsche Demokratische Republik
Während in den ersten Jahren der sowjetischen Besatzung in der DDR noch Stadtkreise eingerichtet wurden (zum Beispiel Schönebeck (Elbe) im Jahre 1946), beseitigten die 1950 und 1952 durchgeführten Verwaltungsreformen die Mehrzahl der historisch gewachsenen Stadtkreise.
Allerdings wurden in der DDR auch neue Stadtkreise gebildet. So war zum Beispiel Johanngeorgenstadt von 1951 bis 1957 Stadtkreis; denn durch den Uranabbau war die Zahl der Einwohner auf über 40.000 gewachsen. Nach 1957 sank sie wieder ab. Ähnlich erging es Schneeberg, das von 1951 bis 1958 einen Stadtkreis bildete. Auch die neu errichtete Stalinstadt (heute Eisenhüttenstadt) wurde 1953 von der DDR-Regierung zum Stadtkreis erhoben. Schwedt (Oder) (1961) und Suhl (1967) gehörten ebenfalls zu den Städten, die wegen ihrer politischen und wirtschaftlichen Bedeutung Stadtkreise wurden. Die Großsiedlung Halle-Neustadt wurde am 12. Mai 1967 zu einem selbständigen, von Halle (Saale) losgelösten Stadtkreis erklärt, am 6. Mai 1990 aber wieder in die Stadt Halle eingegliedert.
Nach den Bestimmungen des „Gesetzes über die Selbstverwaltung der Gemeinden und Landkreise in der DDR (Kommunalverfassung)“ vom 17. Mai 1990 wurden nicht kreisangehörige Gemeinden nun erstmals nicht mehr als „Stadtkreise“, sondern allein als „kreisfreie Städte“ bezeichnet.

## Polen
Auch Polen gehört zu den Ländern, in denen zwischen Landkreisen und Stadtkreisen unterschieden wird. Einige Städte wurden bereits im Deutschen Kaiserreich zum Stadtkreis (Bromberg 1875, Graudenz und Thorn 1900) beziehungsweise während ihrer Zugehörigkeit zur k. u. k.-Monarchie zur Statutarstadt erhoben (zum Beispiel Bielitz). Andere Städte wurden erst nach 1918 von der neu gegründeten polnischen Republik zu Stadtkreisen erklärt, wie beispielsweise Gniezno (1925), Inowrocław (1925) und Kalisz (1929).

## Vereinigte Staaten
In den Vereinigten Staaten gibt es unter der Bezeichnung independent city ebenfalls das Konzept einer kreisfreien Stadt. Seit 1871 sind in Virginia alle größeren Städte per Gesetz kreisfrei, aber auch in anderen Bundesstaaten gibt es independent cities, wie beispielsweise Baltimore in Maryland oder St. Louis in Missouri.
Eine ähnliche Situation gibt es bei dem in den USA etwas häufigeren Konstrukt des consolidated city-county, wo die räumliche Abgrenzung übereinstimmt, aber Stadt (city) und Kreis (county) als in rechtlicher Sicht getrennte Institutionen existieren. Dadurch können gelegentlich innerhalb des „konsolidierten“ Countys weitere Städte existieren, wie zum Beispiel im Duval County (Florida). New York bildet den seltenen (und innerhalb der USA einmaligen) Fall einer „kreisübergreifenden“ Stadt; die Counties treten als ihre Stadtteile auf.

## Japan
In Japan wurde zu Beginn des Kaiserreichs die Verwaltung radikal nach europäischen Vorbildern modernisiert. In Anlehnung an die kreisfreien Städte im Königreich Preußen bzw. dem Deutschen Kaiserreich wurden japanische kreisfreie Städte, shi, 1889 eingeführt und ersetzten die seit 1878 bestehenden ku. Seitdem sind alle Präfekturen Japans ähnlich Preußen bzw. Deutschland (nahezu) flächendeckend in die auf die Antike zurückgehenden, im 19. Jahrhundert ebenfalls nach preußischem Vorbild modernisierten Landkreise (-gun) und kreisfreie Städte (-shi) unterteilt.
Die preußischen Elemente der Verwaltung kreisfreier Städte (kollektive Exekutive/Magistrat, Dreiklassenwahlrecht) wie auch die Landkreisverwaltungen wurden zwar schon im frühen 20. Jahrhundert oder der US-geführten Besatzungszeit nach dem Zweiten Weltkrieg wieder abgeschafft; aber die flächendeckende Gliederung japanischer Präfekturen in Landkreise und kreisfreie Städte besteht bis heute, wobei seit dem Krieg vor allem in den 1950er und 2000er Jahren sehr weitgehende Gebietsreformen durchgeführt wurden, mit denen viele Landkreise in kreisfreien Städten aufgegangen sind und heute nicht wenige davon in ihrer räumlichen Struktur und Ausdehnung eher einem deutschen Landkreis entsprechen.